# Данил, Константин
Константин Данил или Константин Даниил серб. Константин Данил, рум. Constantin Dănilă, (около 1798 или 1802, Лугош, Банат, Австро-Венгрия, сейчас Румыния — 25 мая 1873 года, Большой Бечкерек) - сербский живописец, иконописец и портретист. В его биографии остается много невыясненных моментов, таких как имя и фамилия, происхождение, национальность. Ещё три страны претендуют на признание национальности художника — Румыния, Австрия, Венгрия. Включен в список 100 самых выдающихся сербов.

## Личность
По словам хорошо осведомленного немецкого археолога и историка Феликса Канича, «Константин Данил» на самом деле Данило Петрович, талант-самоучка, серб из Лугоша. Оказывается, «Константин Данил» — всего лишь онемеченный художественный псевдоним. Следующая информация подтверждает это утверждение. Белградский художник Стеван Тодорович родился в 1868 году. В статье о «красочных картинах» в публичных собраниях Белграда упомянул художника из Бечкерека. Он упоминает работу Димитрия Аврамовича «Портрет Петровича, кузнеца из Земуна», которая фактически является копией «доблестного сербского художника Данилы Петровича из Бечкерека» (то есть Константина Данила). Он отмечает, что: «Судя по оригиналу, это довольно слабая копия». Наконец, в знаменитом «Биографическом лексиконе» Данил Петрович (среди фамилий — Петровичи) — это художник, родившийся в Лугоше.

## Биография

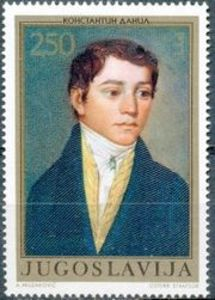
Югославская марка с изображением Павла Ягодича с надписью «Константин Данил» (1802—1873) из серии «Югославские портреты»

По словам самого художника, в 1812—1816 годы он работал в тимишоарской мастерской самого известного на то время сербского художника Арсена Теодоровича, но художник изгнал его из ревности, видя большой талант и быстрые успехи своего ученика. Однако, Данил тогда не уехал из Тимишоары, а поступил в мастерскую одного из трех венских художников-академиков, которые в то время постоянно проживали на территории Баната. В начале двадцатых годов след Данила теряется. Возможно он ненадолго уехал в Вену и Мюнхен, но скорее всего, путешествовал через Банат и Трансильванию, как и многие «странствующие художники». В то время он обеспечивал себя рисованием портретов богатых жителей тех мест. За один такой портрет в то время платили один дукат, т. е. 5 форинтов серебром. В 1827 г. занимался тем же ремеслом и в Великом Бечкереке, писал портрет тогдашнего депутата Бечкерека Степана Карачони, богатого землевладельца, впоследствии великого префекта и графа. 27 февраля этого же года женился на Софии Дели, девушке из бедной венгерской дворянской семьи. Бракосочетание состоялось в католическом храме.
В 1828 году во время похода в Алибунар панчевский протоиерей Арсенович увидел в доме пограничного капитана Клюновича прекрасные портреты того же капитана и его жены и сразу же предложил Даниле расписать иконостас новой Сербской Православной Церкви, до того самого большой и самой красивой в Сербии. Договор с церковной общиной был заключен 26 мая 1829 года, Данил переехал в Панчево и начал изучать Библию и зарисовать эскизы отдельных икон. В 1833 г. Данил закончил иконостас в храме в Панчево. За свою первую крупную работу он получил 4000 форинтов серебром от муниципалитета. В то время он написал ещё около 20 портретов и икон в Панчево, только для правителей Ягодицы около 10 портретов, 4 из которых находятся в имении в Канаке, а остальные в замке имения Крняча, в Румынии. Этой работой в Панчево Данил приобрел себе репутацию, а также материально обеспечил свою жизнь. За это он оставался благодарным Арсеновичу и поддерживал с ним дружеские отношения до самой смерти.
В 1833 г. Румынский православный муниципалитет Уздина в Банате пригласил Данилу расписать церковь. В 1836 г. он завершил алтарь и купол. В 1836 г. Сербская церковная община в Тимишоаре объявила конкурс на роспись иконостаса и выбрала Данила. Характерно, что Данил подписал предложение как «местный». Иконостас был завершен в ноябре 1843 года. На протяжении всего своего пребывания в Тимишоаре, Данил был в центре особого внимания, даже со стороны граждан Германии. Молодой венгерский дворянин, позже министр Горове, вернувшись из учёбы во Франции и Италии, просил его принять в своей мастерской и написал об этом визите в восторженном стиле.
Немецкая газета Wochenblatt Temesvarer несколько раз акцентировала внимание на «гениальном художнике», считая, что это самая красивая церковь во всей Венгрии со всеми её провинциями. С 1843 г. по 1852 г. Данил находился, в основном, в своем доме, в Бекереке, писал портреты, а также писал жанровые и натурные произведения. В течение этих 10 лет он, согласно вышеупомянутой немецкой газете, дважды, в 1846 и 1851 годах, ездил в Италию на учёбу. Об этом же пишет тимишоарская газета «Евфросин» (№ 5). В августе 1852 года он переехал в деревню Добрицы, чтобы расписать иконостас Сербской православной церкви. В течение трех лет работы ему помогал его ученик Лазарь Николич, который позже стал известен как биограф своего учителя.
Самая объемная, наиболее зрелая и последняя иконографическая работа Данила — это роспись Сербской православной церкви банатском селе Ярковац. Уже состоявшийся художник, Данил получил полную свободу действий от жителей Ярковаца, и этот просторный иконостас получился больше похож на огромную галерею в скале, а не на традиционный иконостас христианских храмов. Всего икон 17, две на скрижалях и 15 на иконостасе. В простых настенных, рамах, без нимба вокруг головы, эти большие изображения, несмотря на неоклассическую и бидермайерскую манеру, производят торжественное, монументальное впечатление. Картины хорошо сохранились, за ними бережно ухаживал живописец Св. Алексич. Для изображения святого Саввы Данил использовал портрет своего благодетеля отца Арсеновича. После Ярковца художник работал только над отдельными иконами, такими как, например, «Христос на горе Елеонской» в евангелической церкви в Ковачице. С тех пор он мало выезжал из Бечкерека и писал только на заказ за высокую плату, в основном портреты.
В народе Данил пользовался большим авторитетом и слыл очень образованным а также очень богатым. Детей у него не было.
Константин Данил был напористым и в то же время недальновидным человеком, его поведение и внешний вид были очень скромными, но в остальном он слыл остроумным и гостеприимным. Данил говорил и писал по-немецки, но общался с сербами по-сербски. Несомненно, если бы он не получил бы академического образования, это можно было бы увидеть по некоторым ошибкам в композиции, и, опять же, он не смог бы достичь такого мастерства одним своим талантом. Данила нельзя отнести к одной школе. В его творчестве одновременно прослеживаются разные школы, как венецианская, так и голландская, венская, бидермейерская и неоклассическая. Даже проживая в провинции, Данил следил за тенденциями развития мирового искусства. Он никогда не выставлялся ни в Пеште, ни в Вене, только перед смертью он начал писать большую картину Св. Троицы для Венской Всемирной выставки, но смерть помешала ему завершить её.
Художник умер в 1873 году в Великом Бечкереке. Был отпет по православному обряду в ваведенской православной церкви в Граднулице. Обряд проводили три православных священника: протоиерей Данило Стаич, священник Любомир Попович и капеллан Дура Стаич. Затем гроб был перенесен на католическое кладбище города, где он был похоронен рядом со своей умершей в 1872 г. женой. Могила известного художника, оставшаяся без надгробия, была обнаружена случайно в 1937 году. при раскопках возле часовни католического кладбища города.
Данила почти забыли. Некролог о его смерти не публиковался в газетах, и его могила была почти утеряна. Много портретов написанных художником были утеряны, повреждены или уничтожены. То, что спасено, — во многом благодаря биографу Л. Николичу и его сыну В. Николичу. В свое время для сохранения работ Данилы больше всего сделал Вуич, который собрал около 25 картин. В Сербии, в публичных собраниях, в частных коллекциях, помимо церквей, находится около 70 его работ. В 1924 году с помощью Вуича, Национального музея и других поклонников творчества художника, была организована небольшая выставка из 25 картин Данилы. Благодаря этой выставке вновь проснулся интерес к неординарному художнику.

## Известные работы
Мадонна, Мужской портрет, Натюрморт, Станчи Дели (его тесть), Архангел Гавриил, госпожа Вайглинг, госпожа Тетеси и, наиболее известные из всех, генерал Стефан Кничанин и Портрет Марии (1872 г.). Портреты его жены Софии Дели (1840 г.), Петра Ягодича и Дамы с крестом — одни из лучших работ в этом жанре.

## Галерея

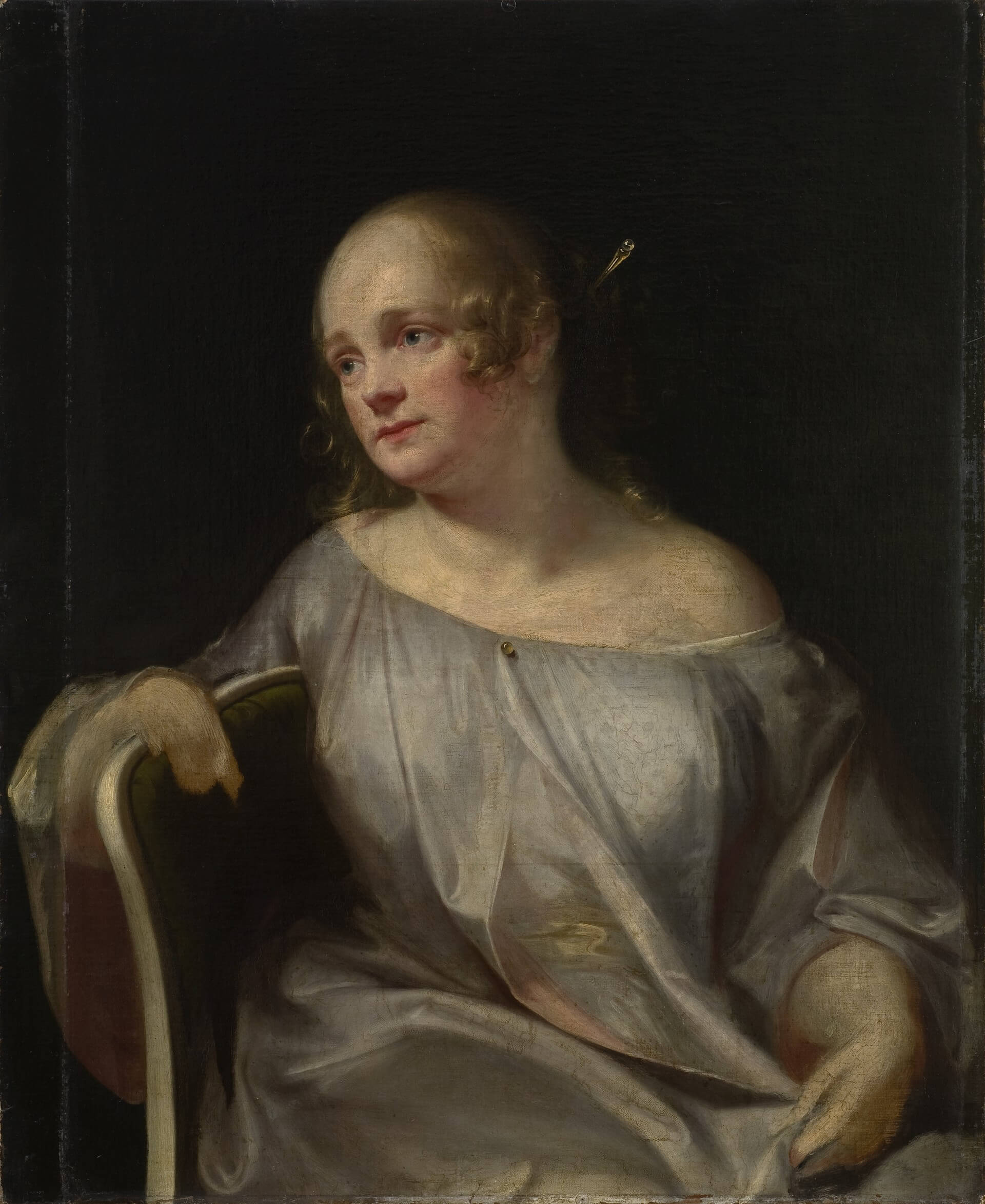
Портрет жены Софии Дели
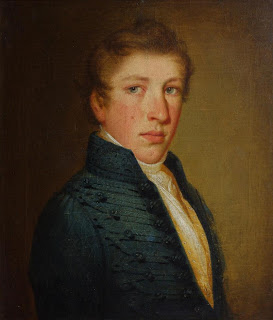
Данил Ягодич, 1873
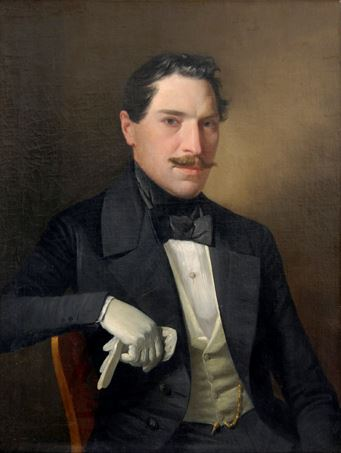
Мужчина в белых перчатках, 1873
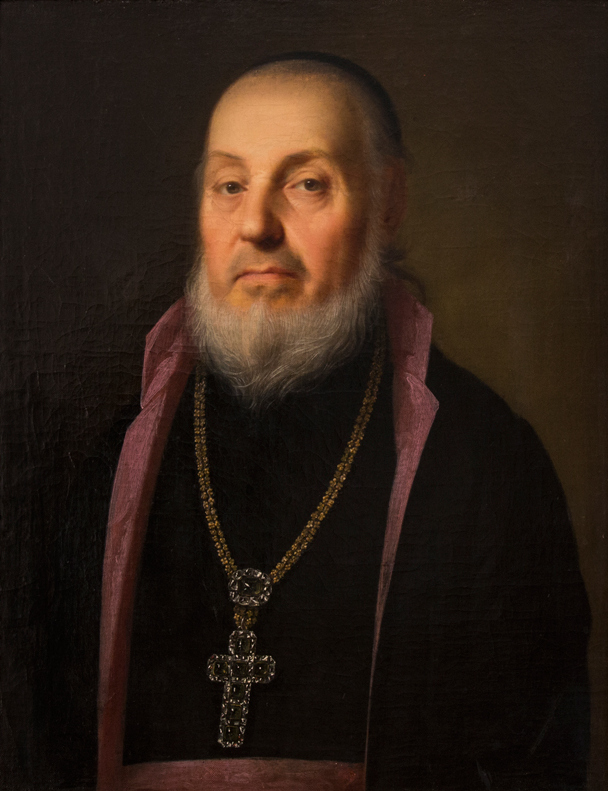
Данилов Портрет Конглеца, 1832—1834 гг., Национальный музей в Панчево.
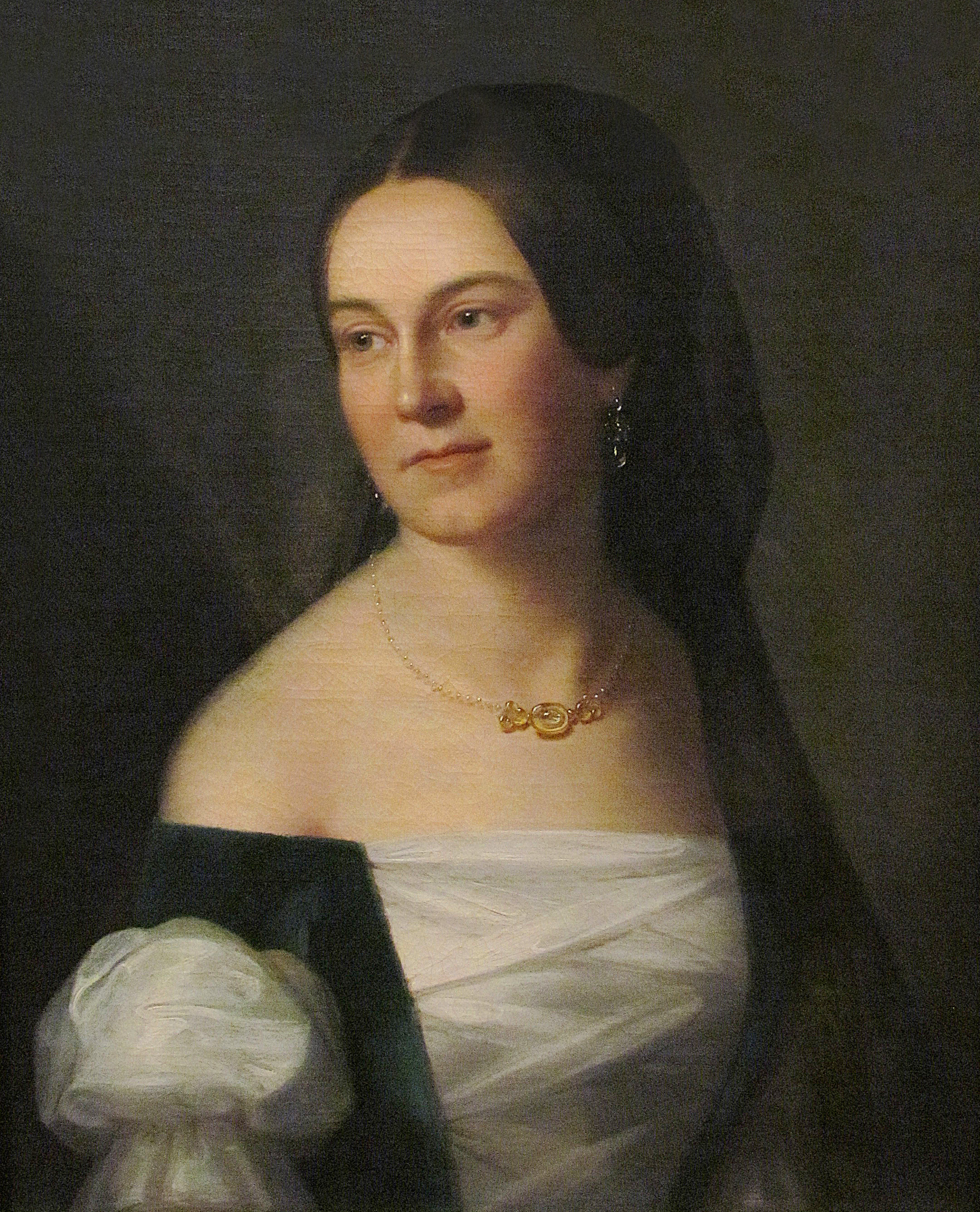
Портрет г-жи Ваилглинг после 1840 года. (Национальный музей в Белграде).
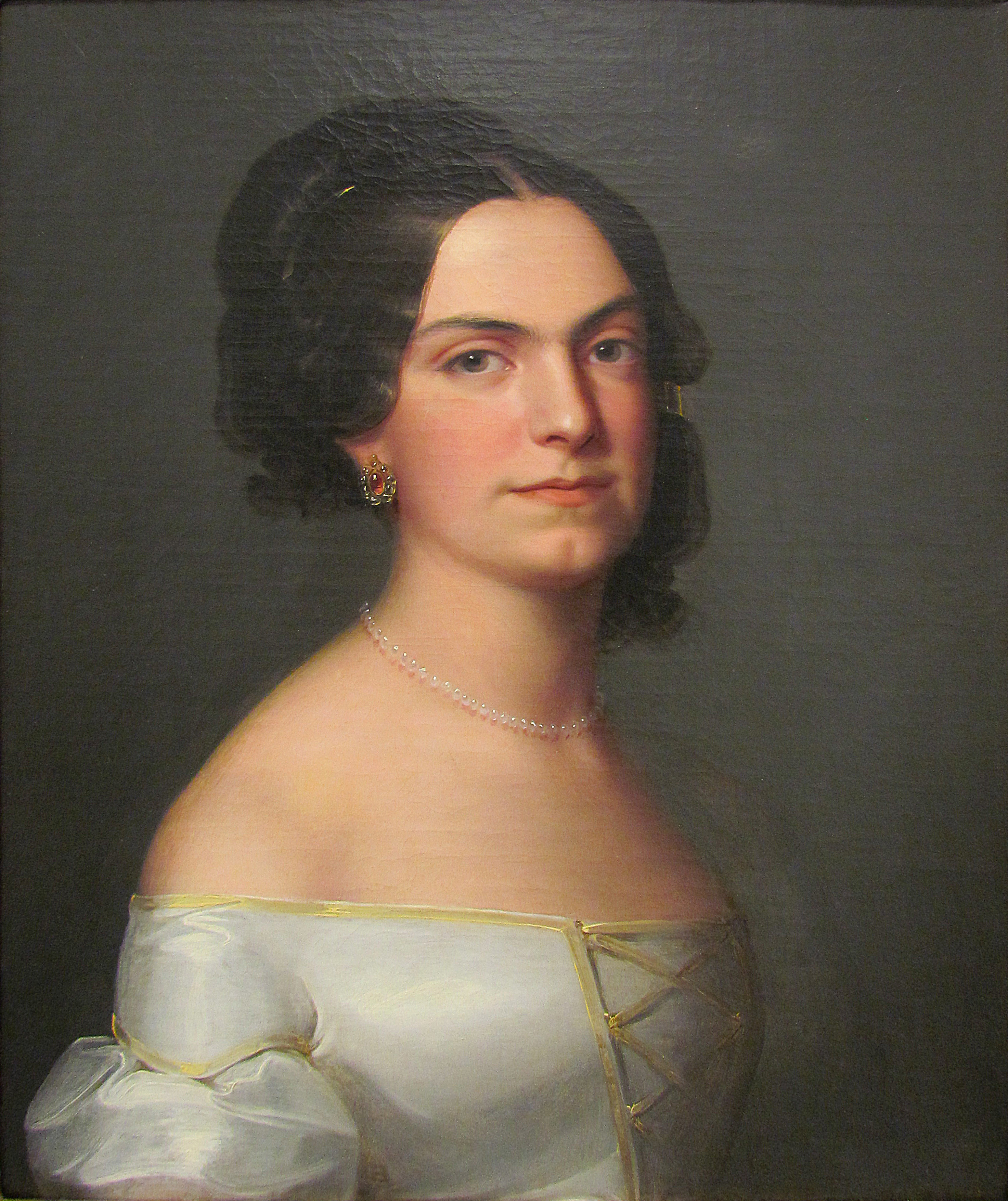
Портрет госпожи Тетеши после 1835-40 гг. (Национальный музей в Белграде).